# Krásno nad Kysucou
Krásno nad Kysucou este un oraș din Slovacia. Are 7.068 locuitori (2005).

## Demografie
| An:                | 1994 | 2004   | 2014   | 2024   |
| ------------------ | ---- | ------ | ------ | ------ |
| Număr de persoane: | 6863 | 7038   | 6831   | 6506   |
| Diferență:         |      | +2,54% | −2,94% | −4,75% |

| An:                | 2023 | 2024   |
| ------------------ | ---- | ------ |
| Număr de persoane: | 6544 | 6506   |
| Diferență:         |      | −0,58% |